# 1237 (szám)
Az 1237 (római számmal: MCCXXXVII) az 1236 és 1238 között található természetes szám.

## A szám a matematikában
A tízes számrendszerbeli 1237-es a kettes számrendszerben 10011010101, a nyolcas számrendszerben 2325, a tizenhatos számrendszerben 4D5 alakban írható fel.
Az 1237 páratlan szám, prímszám. Kanonikus alakja 12371, normálalakban az 1,237 · 103 szorzattal írható fel. Két osztója van a természetes számok halmazán, ezek növekvő sorrendben: 1 és 1237.
Szigorúan nem palindrom szám.
Az 1237 negyvenhárom szám valódiosztó-összegeként áll elő, ezek közül legkisebb a 6155.

## Csillagászat
- 1237 Geneviève kisbolygó